# Brisans
Brisans är ett mått på ett sprängämnes sönderslående verkan. Hög brisans fås av en snabb tryckstegring och är beroende av sprängämnets detonationshastighet, explosionens temperatur och sprängämnets densitet.
Brisans mäts genom att detonera en sprängladdning på ett fast underlag och mäta hur stor volym som krossats. Ett vanligt sätt att mäta brisans är med Hessmetoden där en sprängladdning på 50 gram placeras på en solid blycylinder med 40 mm diameter. Brisansen uttrycks då i enheten millimeter och är skillnaden i cylinderns höjd före och efter sprängning. En annan mätmetod är Sandtestet där laddningen anbringas på ett stenblock och mängden bortsprängt material mäts i gram.
Hög brisans är ofta önskvärd i militära tillämpningar till exempel när en granatkropp ska slås sönder till splitter eller för att spränga ett hål i en betongkonstruktion. Vid exempelvis bergsprängning eftersträvar man i stället låg brisans för att minimera risken för splitter och för att få jämn storlek på sprängmassorna. För fördämda laddningar som detonerar till exempel i borrhål eller under vatten är det inte heller nödvändigt med hög brisans. Då väljer man oftast ett sprängmedel med lägre detonationshastighet och med högre energiinnehåll.